# 태백역
태백역(Taebaek station, 太白驛)은 강원특별자치도 태백시 황지동에 위치한 태백선의 철도역이다.
1962년 12월 10일 황지역으로 영업을 개시하여 1984년 12월 1일 태백역으로 역명을 변경하였다. 개역 당시 강원 남부지역 주민의 유일한 교통수단이었으며, 전국에 무연탄을 운송하는 주요 수단으로 이용되어왔었으나, 석탄산업합리화로 인해 현재는 화물 운송보다 주로 지역주민과 관광객의 교통수단으로써의 역할을 더 하고 있는 역이다. 2002년과 2003년 영동선 선로 유실 관계로 태백선 운행 열차는 태백역을 종착역으로 하였다.

## 역사
- 1962년 9월 1일 : 역사 신축 착공
- 1962년 12월 10일 : 황지지선 황지역으로 영업 개시[1]
- 1962년 12월 30일 : 역사 준공
- 1973년 10월 16일 : 고한선 고한~황지간 15.0 km 완공
- 1976년 10월 3일 : 역사 신축 준공
- 1981년 9월 30일 : 역사 증축
- 1984년 12월 1일 : 황지역에서 태백역으로 역명 변경
- 1991년 12월 9일 : 역사 증축
- 2006년 5월 1일 : 소화물취급 중지
- 2006년 11월 15일 : 화물 취급 중지[2]
- 2013년 4월 12일 : 중부내륙순환열차(O-Train) 운행 개시
- 2013년 11월 14일 : 제천 기점 95.4km로 변경[3]
- 2015년 6월 1일 : 중부내륙순환열차 운행 계통 변경으로 여객 취급 중지
- 2020년 3월 2일 : 누리로 운행 개시
- 2023년 9월 1일 : ITX-마음 운행 개시

### 승강장
| ↑ 고한   |
| ２１ \|  |
| 동백산 ↓ |

| 1 | 태백선 ITX-마음 무궁화호 | 동백산 · 동해 방면        |
| 2 | 태백선 ITX-마음 무궁화호 | 제천 · 원주 · 청량리 방면 |

## 인접한 역
| 태백선           | 태백선          | 태백선           |
| ---------------- | --------------- | ---------------- |
| 사북 청량리 방면 | ITX-마음 태백선 | 도계 동해 방면   |
| 고한 청량리 방면 | 무궁화 태백선   | 동백산 동해 방면 |

## 사건 사고
- 태백선 열차 충돌 사고